# Gradski automobil
Gradski automobil je automobil niske klase, a najčešće ima oblik hatchbacka s troja ili petora vrata, iako se može naći i nekoliko limuzina, karavana i kabrioleta te klase. Takav automobil je dimenzijama manji od automobila niže srednje (kompaktne) klase, a prema njegovom nazivu lako je zaključiti da mu je osnovna namjena vožnja u gradu. 
Najveća prednost gradskog automobila tijekom vožnje u gradu je njegova mala veličina, koja olakšava parkiranja na uska parkirališta i probijanja kroz gužve. Danas su gradski automobili postali najčešća vrsta automobila na našim cestama zahvaljujući niskoj potrošnji goriva i povoljnoj cijeni, koje ih čine dostupnima širokom krugu ljudi i jeftinima za održavanje.
Na osnovama gradskih automobila često se rade i dostavna vozila nazvana furgoni. U klasi postoje i automobili s oblikom karoserije identičnim onom kojeg imaju veći minivanovi i kombiji, a njih se naziva microvan.